# La historia de Jim
La historia de Jim, título original en francés Le Roman de Jim, es una película francesa dirigida por Arnaud y Jean-Marie Larrieu. El guion, también escrito por los hermanos Larrieu, es una adaptación de la novela homónima de Pierric Bailly.
La película fue seleccionada y estrenada en el Festival de Cannes 2024. Ha ganado varios premios como el César al mejor actor de 2025 y el Premio del Público del Festival Internacional de Cine de Gijón.

## Argumento
Aymeric sale una noche a tomar algo y, por casualidad, se encuentra con Florence, una antigua compañera de trabajo que está soltera y embarazada. Pronto inician una relación amorosa y Aymeric decide encargarse del pequeño Jim como si fuese realmente su hijo. Pasan unos años felices, hasta que, cuando Jim tiene unos 8 años, reaparece Christophe, el padre biológico de Jim, pidiendo una segunda oportunidad. Florence decide retomar su relación con Christophe y pronto ellos dos y Jim se mudan a Canadá.

## Reparto
- Karim Leklou: Aymeric
- Laetitia Dosch: Florence
- Sara Giraudeau: Olivia
- Bertrand Belin: Christophe
- Noée Abita: Aurélie
- Eol Personne: Jim (niño)
- Andranic Manet: Jim (adulto)

## Producción
En marzo de 2023 los hermanos Larrieu fueron anunciados como los encargados de llevar a la gran pantalla la novela de Bailly, publicada un par de años antes. También se anunció que el rodaje comenzaría en junio de ese mismo año y que duraría un par de meses, llevándose a cabo la mayoría del mismo en la región de Borgoña-Franco Condado, concretamente en el departamento de Jura.
La producción corrió a cargo de SBS Productions y Arte France Cinéma.
Para escoger al protagonista, Aymeric, los directores hicieron diversos cástings durante tres meses, sin resultados satisfactorios, hasta que coincidieron casualmente con Leklou, del que habían oído hablar, y en diez minutos estaban convencidos.
A pesar de que la película abarca unos 27 años, el único personaje que fue interpretado por más de un actor fue el de Jim,

## Premios y nominaciones
* Fuente: Página de la película en IMDb.
| Año  | Premio / Festival                          | Categoría                                  | Nominado         | Resultado |
| ---- | ------------------------------------------ | ------------------------------------------ | ---------------- | --------- |
| 2024 | Festival Internacional de Cine de Gijón    | Mejor película - Albar                     | Hermanos Larrieu | Nominados |
| 2024 | Festival Internacional de Cine de Gijón    | Premio del Público                         | Hermanos Larrieu | Ganadores |
| 2024 | Lisbon & Estoril Film Festival             | Mejor película - Sección oficial           | Hermanos Larrieu | Nominados |
| 2024 | Lisbon & Estoril Film Festival             | Mejor actor - Premio especial del jurado   | Karim Leklou     | Ganador   |
| 2024 | Festival Internacional de Cine de Bruselas | Mejor película - Competición Internacional | Hermanos Larrieu | Ganadores |
| 2025 | Premios César                              | Mejor actor                                | Karim Leklou     | Ganador   |
| 2025 | Premios Lumières                           | Mejor película                             | Hermanos Larrieu | Nominados |
| 2025 | Premios Lumières                           | Mejor actor                                | Karim Leklou     | Nominado  |

## Recepción
La película fue estrenada en el Festival de Cannes fuera de competición, aunque tras su visionado varios críticos han cuestionado el que no formara parte de la selección oficial.
En IMDb la película tiene un resultado de 6.8 sobre 10. En Filmaffinity obtiene un 7.0 sobre 10.